# Elecciones al Parlamento Europeo de 2019 (Portugal)
Las elecciones al Parlamento Europeo de 2019 se celebraron en Portugal el domingo 26 de mayo. Parte de las elecciones al Parlamento Europeo que se celebraron en los 28 Estados miembros de la Unión Europea entre el 23 y el 26 de mayo de 2019, los comicios eligieron los 21 diputados del Parlamento Europeo correspondientes a Portugal, en una circunscripción única con listas cerradas y sin umbral electoral.

## Resultados
| Candidatura           | Candidatura                                                 | Votos      | %      | ±     | Escaños | ±           |
| --------------------- | ----------------------------------------------------------- | ---------- | ------ | ----- | ------- | ----------- |
|                       | Partido Socialista (PS)                                     | 1 106 328  | 33,38  | 1,92  | 9       | 1           |
|                       | Partido Social Demócrata (PSD)                              | 727 224    | 21,94  | -     | 6       | Sin cambios |
|                       | Bloco de Esquerda (BE)                                      | 325 533    | 9,82   | 5,26  | 2       | 1           |
|                       | Coalición Democrática Unitaria (PCP-PEV)                    | 228 156    | 6,88   | 5,80  | 2       | 1           |
|                       | CDS – Partido Popular (CDS-PP)                              | 205 106    | 6,19   | -     | 1       | Sin cambios |
|                       | Personas-Animales-Naturaleza (PAN)                          | 168 501    | 5,08   | 3,36  | 1       | 1           |
|                       | Alianza (A)                                                 | 61 753     | 1,86   | Nuevo | 0       | Nuevo       |
|                       | LIVRE/Tempo de Avançar (LIVRE)                              | 60 575     | 1,83   | 0,35  | 0       | Sin cambios |
|                       | Basta! (CH-PPM-PPV/CDC)                                     | 49 496     | 1,49   | 0,58  | 0       | Sin cambios |
|                       | Nós, Cidadãos! (NC)                                         | 34 672     | 1,05   | Nuevo | 0       | Nuevo       |
|                       | Iniciativa Liberal (IL)                                     | 29 120     | 0,88   | Nuevo | 0       | Nuevo       |
|                       | Partido Comunista dos Trabalhadores Portugueses (PCTP/MRPP) | 27 223     | 0,82   | 0,84  | 0       | Sin cambios |
|                       | Partido Nacional Renovador (PNR)                            | 16 165     | 0,49   | 0,03  | 0       | Sin cambios |
|                       | Partido Democrático Republicano (PDR)                       | 15 790     | 0,48   | Nuevo | 0       | Nuevo       |
|                       | Partido Unido dos Reformados e Pensionistas (PURP)          | 13 582     | 0,41   | Nuevo | 0       | Nuevo       |
|                       | Partido Trabalhista Português (PTP)                         | 8 640      | 0,26   | 0,44  | 0       | Sin cambios |
|                       | Movimento Alternativa Socialista (MAS)                      | 6 641      | 0,20   | 0,18  | 0       | Sin cambios |
| Votos nulos           | Votos nulos                                                 | 229 909    | 6,93   | 0,54  | n/a     | n/a         |
| Votantes              | Votantes                                                    | 3 314 414  | 100,00 |       | 21      |             |
| Electores registrados | Electores registrados                                       | 10 786 068 | 30,73  | 3,11  |         |             |